# Френк Гілліс
Френк Дж. Гілліс (20 серпня 1914 — 17 вересня 1999) — американський джазовий піаніст, етномузиколог і бібліограф.

## Життя і творчість
Гілліс народився в Торонто 20 серпня 1914 року. Він провів своє дитинство в Детройті, де його перше знайомство з музикою відбулося через заняття на скрипці. Однак наступне захоплення інструментами розвинулося в підлітковому віці, коли у 17 років він почав навчатися грі на фортепіано, що змінило його життя. З середини 1930-х до 1940-х років він грав у місцевому клубі Ash Trumpet Club з традиційними джазовими музикантами, зокрема Боббі Гекеттом, Редом Ніколсом, Джеком Тігарденом і Доком Сенардо. Отримавши ступінь бакалавра в Університеті штату Уейн, він вивчав музикознавство (спеціалізуючись на етномузикології ) у Колумбійському університеті в Нью-Йорку. Потім він здобув ступінь магістра бібліотекознавства в Університеті Міннесоти.
Протягом 1950-х і 1960-х років Гілліс регулярно грав на фортепіано з Доком Евансом, і його можна почути на деяких альбомах Еванса. Після цього він очолив Superior Jazz Band. Гілліс 25 років працював в Архіві традиційної музики Університету Індіани в Блумінгтоні, Індіана. Спочатку як заступник директора з 1964 по 1977 рік, а потім як директор з 1977 по 1981 рік. Під час свого перебування на посаді він відповідав за придбання великої колекції Shellac Discs, наглядав за студентами, давав концерти в Блумінгтоні з Факультетом П’ять, а також викладав джаз і дослідження джазу в університеті.
Гілліс також був (співавтором) кількох музикознавчих бібліографій, він був президентом Товариства етномузикології з 1973 по 1975 рік, а з 1966 по 1970 рік він був редактором журналу Ethnomusicology, для якого він написав численні оригінальні статті. бібліографічні статті, включаючи дискографії та фільмографії. Він також опублікував документальний альбом і книгу «Індіана Регтайм», де він представлений як піаніст. Крім того, він працював над публікацією мемуарів джазового трубача Лі Коллінза.
Він помер у Гранд-Маре, штат Міннесота, 17 вересня 1999 року.

## Публікації
- Френк Гілліс, «Музика Міннесоти в дев’ятнадцятому столітті: путівник до джерел і ресурсів» (1958)
- Френк Гілліс і Алан П. Мерріам, Етномузикологія та народна музика: Міжнародна бібліографія дисертацій і тез (1966)
- Френк Гілліс і Ніл В. Розенберг, Каталог індійської народної музики та фольклору (1970)
- Френк Гілліс і Рут М. Стоун, Африканська музика та усні дані: каталог польових записів, 1902–1975 (1976)
- Джон Едвард Хассе та Френк Гілліс: Індіана Регтайм. Документальний альбом / The Radiant Rag . Індіанаполіс, Історичне товариство Індіани. 1981 рік
- Lee Collins: Oh Didn't He Ramble – The Life Story of Lee Collins as Tald to Mary Collins. Під редакцією Френка Дж. Гілліса та Джона В. Майнера. Урбана, Чикаго, Лондон. Видавництво університету Іллінойсу. 1974 рік.